# Semi-Pro
Semi-Pro (bra: Os Aloprados) é um filme de comédia de 2008 protagonizado por Will Ferrell como Jackie Moon, Woody Harrelson, André Benjamin, Maura Tierney, Will Arnett e David Koechner.

## Sinopse
Em 1976, Jackie Moon (Will Ferrell) é um jogador, treinador, animador e dono de um limitado time amador de basquete, com limitados atletas. Também foi um brilhante cantor que já não faz mais tanto(e nem pouco) sucesso, o que na atualidade o faz um fracassado. Quando surge uma oportunidade dos quatro melhores colocados da liga subirem para a NBA, Jack contrata(em troca de uma máquina de lavar) Monix (Woody Harrelson), um  experiente e veterano jogador que chega para "reforçar" a equipe. Cabe agora a Jack e Monix liderarem  o maior bando de aloprados atletas para uma aventura rumo à elite do basquetebol.